# Michael Malone
Michael Malone (Nova Iorque, 15 de setembro de 1971) é um treinador norte-americano de basquete profissional. Atualmente está sem clube.
Malone atuou anteriormente como assistente técnico do New York Knicks, Cleveland Cavaliers, New Orleans Hornets e Golden State Warriors e foi o treinador principal do Sacramento Kings e Denver Nuggets. Treinando o Denver Nuggets, Malone conquistou o campeonato da NBA na temporada 2022-2023.

## Infância e educação
Nascido no bairro do Queens, Malone é filho de Brendan Malone, ex-técnico da NBA.
Depois de se formar na Seton Hall Preparatory School, Malone frequentou a escola preparatória Worcester Academy no ano letivo de 1988-89. Ele se formou na Loyola University Maryland em 1994 com um diploma em história e jogou no time masculino de basquete de 1989 a 1993. Ele jogou em 107 jogos e foi titular em 39. Durante suas quatro temporadas, Malone totalizou 370 pontos, 279 assistências e 79 roubos de bola em 18,5 minutos.

## Carreira como treinador

### Assistente técnico

#### Universitário
Enquanto se formava em Loyola, Malone era assistente da escola secundária Friends School of Baltimore. 
Depois de se formar, Malone ingressou na Universidade de Oakland como treinador assistente de Greg Kampe. Malone estava prestes a começar o treinamento para entrar na Polícia do Estado de Michigan antes de receber uma oferta de emprego do treinador do Providence College, Pete Gillen. Malone foi treinador assistente de Providence de 1995 a 1998. Na temporada de 1998-99, Malone foi diretor da administração do basquete masculino na Universidade da Virgínia.

#### NBA
Ele mudou-se para a NBA em 2001 para trabalhar no New York Knicks, trabalhando com jogadores e comissão técnica, coordenando vídeos e editando relatórios de olheiros. Os Knicks promoveram Malone a treinador assistente em 2003.
Malone serviu como assistente técnico do Cleveland Cavaliers de 2005 a 2010. Com o Cleveland, Malone ajudou a equipe a chegar nas Finais da NBA de 2007 e um recorde de 66-16 na temporada de 2008–09. 
Malone foi assistente técnico do New Orleans Hornets na temporada de 2010–11. Os Hornets tiveram a melhor defesa da temporada com Malone como assistente e chegou aos playoffs.
O Golden State Warriors contratou Malone no verão de 2011 como treinador assistente de Mark Jackson. Na temporada de 2012–13, os Warriors terminaram com um recorde de 47-35 e ganharam a primeira vaga nos playoffs desde 2007. Eles foram derrotados pelo San Antonio Spurs na segunda rodada. Malone foi supostamente o treinador assistente mais bem pago da NBA na temporada de 2011–12. Em 2012, Malone foi eleito o melhor treinador assistente pelos gerentes gerais da NBA. Vários jogadores dos Warriors, incluindo Draymond Green e Stephen Curry, creditaram Malone como uma grande parte do sucesso da equipe.

### Treinador Principal
Em 3 de junho de 2013, Malone foi contratado pelo proprietário majoritário Vivek Ranadivé como o novo técnico do Sacramento Kings. Com a contratação, Malone e seu pai se tornaram a segunda dupla pai-filho na história da NBA, depois de Bill Musselman e Eric Musselman, a comandar um time da NBA. Em 15 de dezembro de 2014, ele foi demitido pelos Kings após iniciar a temporada de 2014-15 com um recorde de 11-13.
Em 15 de junho de 2015, ele foi nomeado o novo técnico do Denver Nuggets. Na temporada de 2018-19, Malone liderou os Nuggets para a segunda melhor campanha da Conferência Oeste com um recorde de 54-28. Na primeira participação nos playoffs dos Nuggets em seis temporadas, eles derrotaram o San Antonio Spurs na primeira rodada, antes de ser eliminado nas semifinais pelo Portland Trail Blazers.
Em 24 de dezembro de 2019, os Nuggets anunciou que havia concordado com uma extensão de contrato com Malone. Durante os playoffs de 2020 na bolha, os Nuggets se tornariam o primeiro time na história da liga a superar vários déficits de 3-1 em uma única pós-temporada, derrotando o Utah Jazz e o Los Angeles Clippers na primeira rodada e nas semifinais, respectivamente, em sete jogos. Apesar do feito histórico, Denver seria eliminado pelo eventual campeão da NBA, o Los Angeles Lakers, em cinco jogos nas Finais da Conferência Oeste.
Em 23 de março de 2022, Malone e os Nuggets chegaram a um acordo sobre uma extensão de contrato de vários anos.
Na temporada de 2022–23, os Nuggets manteriam a posição única de cabeça de chave na Conferência Oeste de 20 de dezembro até o final da temporada regular, rendendo a Malone um segundo trabalho de treinador do All Star Game em cinco anos no processo. Sendo cabeça de chave no Oeste, os Nuggets derrotaram o Minnesota Timberwolves em cinco jogos na primeira rodada, antes de precisar de seis jogos para superar o Phoenix Suns nas semifinais para avançar para sua segunda final de conferência em quatro temporadas, onde, como em 2020, eles seriam novamente pareados com os Lakers. Denver iria varrer os Lakers e avançaram para sua primeira final da NBA na história da franquia. Foi também a primeira vez que um time dos Nuggets varreu um adversário na história da pós-temporada.
Nas Finais da NBA de 2023, Denver enfrentaria o Miami Heat. No Jogo 5, os Nuggets acabariam derrotando Miami por 94–89 em casa para garantir o primeiro título da NBA na história da franquia.
Em 24 de novembro de 2024, após uma vitória por 127–102 sobre os Lakers, Malone ultrapassou Doug Moe e se tornou o técnico com o maior número de vitórias na história dos Nuggets. 
Em 8 de abril de 2025, o Denver Nuggets anunciou a demissão de Malone a 15 dias dos playoffs.

## Carreira na seleção
Em janeiro de 2020, Malone se juntou à equipe técnica da seleção sérvia como consultor para o Torneio de Qualificação Olímpica.

## Estatísticas como treinador
| Time       | Ano      | Temporada regular | Temporada regular | Temporada regular | Temporada regular | Temporada regular         | Playoffs | Playoffs | Playoffs | Playoffs |                                       |
| Time       | Ano      | J                 | V                 | D                 | %                 | Classificação             | J        | V        | D        | %        | Resultado Final                       |
| ---------- | -------- | ----------------- | ----------------- | ----------------- | ----------------- | ------------------------- | -------- | -------- | -------- | -------- | ------------------------------------- |
| Sacramento | 2013-14  | 82                | 28                | 54                | .341              | 4º no Divisão do Pacífico | —        | —        | —        | —        | Não foi para os playoffs              |
| Sacramento | 2014-15  | 24                | 11                | 13                | .458              | (demitido)                | —        | —        | —        | —        | —                                     |
| Denver     | 2015-16  | 82                | 33                | 49                | .402              | 4º na Divisão Noroeste    | —        | —        | —        | —        | Não foi para os playoffs              |
| Denver     | 2016-17  | 82                | 40                | 42                | .488              | 4º na Divisão Noroeste    | —        | —        | —        | —        | Não foi para os playoffs              |
| Denver     | 2017-18  | 82                | 46                | 36                | .561              | 5º na Divisão Noroeste    | —        | —        | —        | —        | Não foi para os playoffs              |
| Denver     | 2018-19  | 82                | 54                | 28                | .659              | 1º na Divisão Noroeste    | 14       | 7        | 7        | .500     | Perdeu nas Semi-Finais de Conferência |
| Denver     | 2019-20  | 73                | 46                | 27                | .630              | 1º na Divisão Noroeste    | 19       | 9        | 10       | .474     | Perdeu nas Finais de Conferência      |
| Denver     | 2020-21  | 72                | 47                | 25                | .653              | 2º na Divisão Noroeste    | 10       | 4        | 6        | .400     | Perdeu nas Semi-Finais de Conferência |
| Denver     | 2021-22  | 82                | 48                | 34                | .585              | 2º na Divisão Noroeste    | 5        | 1        | 4        | .200     | Perdeu na Primeira Rodada             |
| Denver     | 2022-23  | 82                | 53                | 29                | .646              | 1º na Divisão Noroeste    | 20       | 16       | 4        | .800     | Venceu a NBA                          |
| Denver     | 2023–24  | 82                | 57                | 25                | .695              | 2º na Divisão Noroeste    | 12       | 7        | 5        | .583     | Perdeu nas Semi-Finais de Conferência |
| Carreira   | Carreira | 825               | 463               | 362               | .556              |                           | 80       | 44       | 36       | .492     |                                       |